# Out Stealing Horses - Il passato ritorna
Out Stealing Horses - Il passato ritorna (Ut og stjæle hester) è un film del 2019 diretto da Hans Petter Moland.